# Cosimo Aldo Cannone

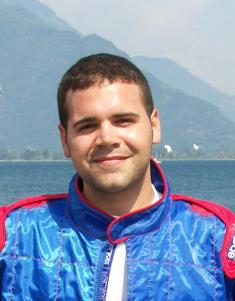
Cosimo Aldo Cannone

Cosimo Aldo Cannone (* 20. März 1984 in Brindisi) ist ein ehemaliger italienischer Motorbootsportler und Vizepräsident des Familienunternehmens Cannone Group, das von seinem Vater Aldo geleitet wird.

## Karriere

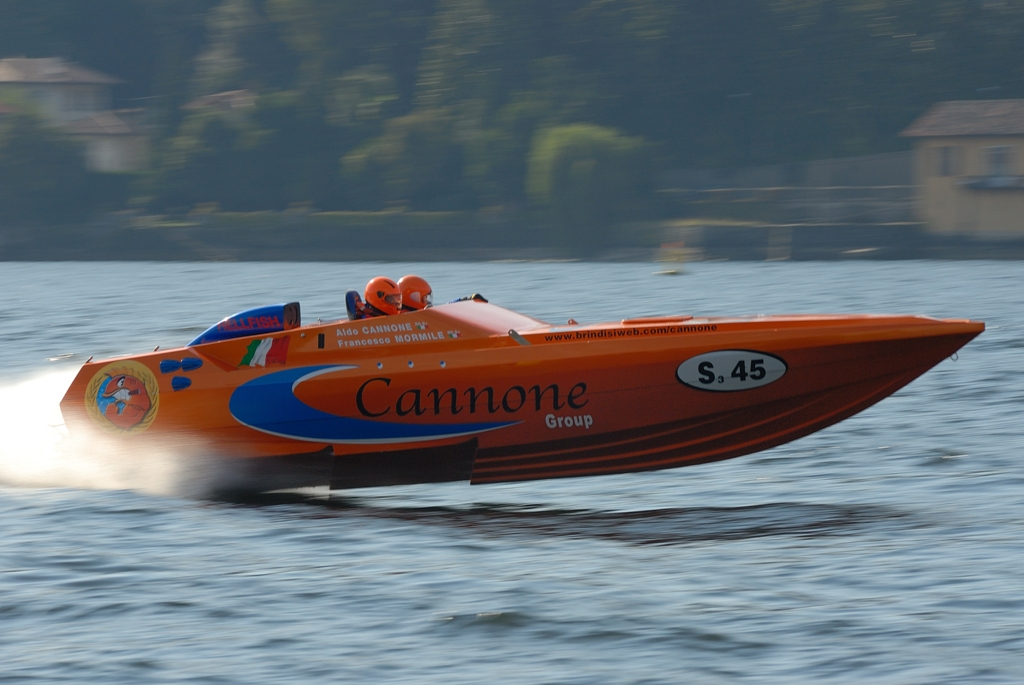
Cosima Aldo Cannone und Francesco Mormille an Bord ihres Rennbootes beim GP in Barcelona

Cannone begann 2003, im Alter von 19 Jahren, mit Rennen für das Team seiner Familie. In den Klassen Endurance S1 und Endurance S3 fuhr er für den italienischen Motorbootverband.
Er war zweimal Weltmeister in der Klasse S1 Endurance (2007 und 2008) der UIM-Weltmeisterschaft und zweimal italienischer Meister (2006 in der Kategorie S3 und 2007 in der Kategorie S1) der italienischen FIM-Meisterschaft.
Seinen Spitznamen Alcan (von Aldo Cannone) oder Die Kanone erhielt er wegen seiner rasanten Starts. 2009 beendete er seine sportliche Karriere zugunsten seines beruflichen Engagements. Seit 2020 ist er Präsident und CEO der Cannone Corporation.